# Circonvoluzione angolare
La circonvoluzione angolare è una regione del cervello localizzata nel lobo parietale, che si trova in prossimità del bordo superiore del lobo temporale, e immediatamente posteriormente alla circonvoluzione sopramarginale. Questa regione è coinvolta in una serie di processi legati al linguaggio, all'elaborazione dei numeri e alla cognizione spaziale, al richiamo della memoria, all'attenzione ed alla teoria della mente. Si tratta della zona 39 di Brodmann del cervello umano.

## Anatomia
La circonvoluzione angolare sinistra e destra sono collegate con lo splenium dorsale e l'istmo del corpo calloso. Entrambe si trovano tra le circonvoluzioni dei quattro lobi.
| Connesso a                                                                 | Attraverso il                             |
| -------------------------------------------------------------------------- | ----------------------------------------- |
| Regione frontale omolaterale e le regioni prefrontale e frontali inferiori | Fascicolo arcuato longitudinale superiore |
| Nucleo caudato                                                             | Fascicolo occipitofrontale inferiore      |
| Circonvoluzione paraippocampica e ippocampo                                | Fascicolo longitudinale inferiore         |
| Precuneus e circonvoluzione frontale superiore                             | Fascicolo occipitofrontale                |
| circonvoluzione sopramarginale                                             | Arcuato locale                            |

## Funzione
La circonvoluzione angolare è la parte del cervello associata con funzioni linguistiche complesse (come ad esempio la lettura, la scrittura e l'interpretazione di ciò che è scritto). Lesioni a questa parte del cervello comportano l'insorgenza dei sintomi della ben nota sindrome di Gerstmann: gli effetti includono agnosia digitale, alessia (incapacità di leggere), acalculia (incapacità di fare ricorso alle normali operazioni aritmetiche), agrafia (incapacità di scrivere), e confusione di lateralità sinistra-destra.